# Fascia dorsal du pied
Le fascia dorsal du pied (ou aponévrose dorsale du pied ou fascia dorsal superficiel) est une structure fibreuse du membre inférieur qui situé sur la face dorsale du pied.

## Description
Le fascia dorsal du pied recouvre les tendons des muscles extenseurs des orteils et de l'hallux.
Sur les bords latéral et médial du pied, il est en continuité avec le fascia plantaire. En haut et en arrière, il est en continuité avec le rétinaculum inférieur des muscles extenseurs du pied.